# Portacomaro
Portacomaro (piemontiul: Portacomé) település Olaszországban, Piemont régióban, Asti megyében. Lakosainak száma 1901 fő (2023. január 1.). Portacomaro Calliano, Castagnole Monferrato, Scurzolengo és Asti községekkel határos.

## Népesség
A település lakossága az elmúlt években az alábbi módon változott:
| Lakosok száma | 2020 | 1992 | 1901 |
|               | 2017 | 2018 | 2023 |